# Michael Tyllesen
Michael Johannes Malmin Tyllesen, né le 27 août 1973 à Frederiksberg, est un patineur artistique danois. Il est sextuple champion du Danemark dans les années 1990.

## Biographie

### Carrière sportive
Michael Tyllesen est membre du club de patinage de Gladsaxe (Gladsaxe Skøjteløber Forening). Il se forme également à Edmonton et à Lake Arrowhead. Il travaille avec les chorégraphes Lorna Brown et Igor Bobrin. Il est sextuple champion du Danemark en 1992, 1993, 1994, 1996, 1997 et 2000.
Il représente son pays à quatre mondiaux juniors (1989 à Sarajevo, 1990 à Colorado Springs, 1991 à Budapest et 1992 à Hull), huit championnats européens (1993 à Helsinki, 1994 à Copenhague, 1995 à Dortmund, 1996 à Sofia, 1997 à Paris, 1998 à Milan, 1999 à Prague et 2000 à Vienne), neuf mondiaux seniors (1992 à Oakland, 1993 à Prague, 1994 à Chiba, 1995 à Birmingham, 1996 à Edmonton, 1997 à Lausanne, 1998 à Minneapolis, 1999 à Helsinki et 2000 à Nice) et deux Jeux olympiques d'hiver (1994 à Lillehammer dont il est le porte-drapeau de son pays et 1998 à Nagano).
Il arrête les compétitions sportives après les mondiaux de 2000.

### Reconversion
Après avoir pris sa retraite des compétitions, Michael Tyllesen se produit dans des spectacles sur glace pendant neuf ans, puis devient entraîneur au Danemark. Il est l'entraîneur-chef du Tårnby Skøjteklub.

## Palmarès
| Compétitions principales            | 1989    | 1990    | 1991    | 1992    | 1993    | 1994    | 1995    | 1996    | 1997    | 1998    | 1999    | 2000    |  |  |
| Jeux olympiques d'hiver             |         |         |         |         |         | 13e     |         |         |         | 9e      |         |         |  |  |
| Championnats du monde               |         |         |         | 21e     | 17e     | 17e     | 25e     | 19e     | 18e     | 13e     | 29e     | 20e     |  |  |
| Championnats d'Europe               |         |         |         |         | 6e      | 8e      | 12e     | 17e     | 10e     | 9e      | 18e     | 12e     |  |  |
| Championnats du Danemark            |         |         |         | 1er     | 1er     | 1er     |         | 1er     | 1er     | F       | F       | 1er     |  |  |
| Championnats du monde juniors       | 15e     | 13e     | 17e     | 10e     |         |         |         |         |         |         |         |         |  |  |
|                                     |         |         |         |         |         |         |         |         |         |         |         |         |  |  |
| Grand Prix ISU                      | 1988/89 | 1989/90 | 1990/91 | 1991/92 | 1992/93 | 1993/94 | 1994/95 | 1995/96 | 1996/97 | 1997/98 | 1998/99 | 1999/00 |  |  |
| Skate Canada                        |         |         |         |         |         |         | 8e      |         |         | 3e      |         |         |  |  |
| Coupe de Russie                     |         |         |         |         |         |         |         |         | A       | 11e     | 9e      |         |  |  |
| Légende : F = Forfait ; A = Abandon |         |         |         |         |         |         |         |         |         |         |         |         |  |  |